# Siphonops leucoderus
Siphonops leucoderus là một loài lưỡng cư thuộc họ Caeciliidae, đặc hữu của Brasil. Môi trường sống tự nhiên của chúng là rừng ẩm vùng đất thấp nhiệt đới hoặc cận nhiệt đới, các đồn điền, vườn nông thôn, và rừng thoái hóa nghiêm trọng.